# Soteska, Kamnik
Soteska este o localitate din comuna Kamnik, Slovenia, cu o populație de 283 de locuitori.